# Krzeczanowo (gromada)
Krzeczanowo – dawna gromada, czyli najmniejsza jednostka podziału terytorialnego Polskiej Rzeczypospolitej Ludowej w latach 1954–1972.
Gromady, z gromadzkimi radami narodowymi (GRN) jako organami władzy najniższego stopnia na wsi, funkcjonowały od reformy reorganizującej administrację wiejską przeprowadzonej jesienią 1954 do momentu ich zniesienia z dniem 1 stycznia 1973, tym samym wypierając organizację gminną w latach 1954–1972.
Gromadę Krzeczanowo z siedzibą GRN w Krzeczanowie utworzono – jako jedną z 8759 gromad na obszarze Polski – w powiecie sierpeckim w woj. warszawskim, na mocy uchwały nr VI/10/19/54 WRN w Warszawie z dnia 5 października 1954. W skład jednostki weszły obszary dotychczasowych gromad Gutkowo, Krzeczanowo i Ossowa Krzeczanowska ze zniesionej gminy Gutkowo, obszar dotychczasowej gromady Łaszewo ze zniesionej gminy Gradzanowo oraz przedmieście Raciąż-Pólka z miasta Raciąż w powiecie sierpeckim, a także obszar dotychczasowej gromady Wola Łaszewska ze zniesionej gminy Ratowo w powiecie mławskim (woj. warszawskie). Dla gromady ustalono 14 członków gromadzkiej rady narodowej.
31 grudnia 1959 z gromady Krzeczanowo wyłączono (a) wsie Osowa, Pólka i Raciąż, włączając je do gromady Raciąż oraz (b) wieś Łaszewo, włączając ją do gromady Siemiątkowo Koziebrodzkie w tymże powiecie, po czym gromadę Krzeczanowo zniesiono a jej (pozostały) obszar włączono do gromady Unieck tamże.